# Ruaraidh MacThòmais
Ruaraidh MacThòmais (connu chez les anglophones comme Derick Smith Thomson ; 5 août 1921 – 21 mars 2012) était un chercheur, éditeur et poète écossais. Il a participé à de nombreuses initiatives liées à la revitalisation du gaélique écossais. Tout au long de sa vie, Ruaraidh MacThòmais est resté partisan de l'indépendance écossaise. 

## Biographie
Ruaraidh MacThòmais naît le 5 août 1921, à Steòrnabhagh, la localité principale de l'île de Leodhas dans les Hébrides extèrieures. Son père, Seumas MacThòmais (1888-1971), est lui aussi un poète renommé. Il était de Tunga, près de Steòrnabhagh, tandis que sa mère, Tìneag Aonghais Alasdair, était de Ceòs, dans la commune des Lochan (the Lochs en anglais), dans le sud de Leodhas. Alors que le jeune Ruaraidh n’a qu’un an, la famille déménage à Pabail a' Rubha, où Seumas MacThòmais a obtenu un poste d'instituteur. Ruaraidh MacThòmais grandit donc à Pabail, comme deux de ses contemporains, les auteurs gaéliques Iain Mac a' Ghobhainn et Anne Frater.
Comme tous les collégiens et lycéens de Leodhas, Ruaraidh MacThòmais va à l’école secondaire MhicNeacail (Nicolson Institute en anglais) de Steòrnabhagh, avant de partir à l’université d'Aberdeen, où il se lance dans un cycle d’études celtiques. Entre 1941 et 1945, il est engagé dans la Royal Air Force. Après la guerre, il obtient son diplôme et s’inscrit à l’université de Cambridge, puis à celle Bangor, au Pays de Galles. 
En 1952, il épouse Carol Nic a' Bhreatannaich, avec qui il aura six enfants. 
Il enseigne dans les universités d’Édimbourg, d’Aberdeen et de Glasgow, où de 1963 à 1991, il sera « àrd-ollamh » des études celtiques (chaire universitaire). En 1981, il participe à la rédaction des Conventions orthographiques du gaélique écossais.
Ruaraidh MacThòmais a vécu la majeure partie de sa vie à Glasgow, où il est décédé en 2012, à l’âge de 90 ans.